# Resul Pookutty
Resul Pookutty (Vilakkupara, 20 maggio 1971) è un tecnico del suono e compositore indiano. Ha vinto l'Oscar al miglior sonoro, insieme ai colleghi Richard Pryke e Ian Tapp, per il film The Millionaire. Ha lavorato a film di Hollywood e Bollywood, nonché a molti altri film indiani.

## Biografia

### L'infanzia
Nato a Vilakkupara, vicino ad Anchal e a 40 chilometri dalle città indiane Kollam e Kerala. Resul è il più giovane di dieci figli; suo padre era un controllore di autobus privati. Pookutty doveva camminare sei chilometri per arrivare alla scuola più vicina e studiare sotto la luce di una lampada a cherosene, perché il villaggio dove abitava, non aveva elettricità.
Nel 1990 si laureò in Fisica nel Milad-E-Sherief Memorial College a Kayamkulam. Fu ammesso al Government Law College in Thiruvananthapuram, alla facoltà di giurisprudenza, la Bachelor of Laws (LLB), tuttavia non riuscì a concludere gli ultimi esami del corso. Nel 1995, si laureò al Film and Television Institute of India, a Pune. Nel 2014, terminò gli ultimi esami della Bachelor of Laws, Resul disse che suo padre desiderava che diventasse avvocato.

## Carriera
Pookutty si trasferì a Mumbai, dopo la laurea al Film and Television Institute of India. Definì questo suo trasferimento come “una naturale immigrazione da neolaureato dell’istituto". Ha precisato che “il 95% dei tecnici dell’industria cinematografica di Mumbai, sono stati alunni del FTII”. Fece il suo debutto nel design del suono, con il film Private Detective: Two Plus Two Plus One, diretto da Rajat Kapoor. Il successo arrivò nel 2005, con l’acclamato film Black, con la regia di Sanjay Leela Bhansali. Successivamente, progettò il suono per grandi produzioni come Musafir (2004), Zinda (2006), Traffic Signal (2007), Gandhi, My Father (2007), Saawariya - La voce del destino (2007), Dus Kahaniyaan, Kerala Varma Pazhassi Raja (2009) e Enthiran (2010).

## Vita privata
Pookutty è sposato con Shadia, hanno un figlio, Rayaan, e una figlia, Salna.

## Filmografia
| Anno | Film                                        | Lingua                   | Note                               |
| ---- | ------------------------------------------- | ------------------------ | ---------------------------------- |
| 2004 | Musafir                                     | Hindi                    |                                    |
| 2007 | Traffic Signal                              | Hindi                    |                                    |
| 2007 | Gandhi, My Father                           | Hindi                    |                                    |
| 2007 | Saawariya - La voce del destino (Saawariya) | Hindi                    |                                    |
| 2007 | Dus Kahaniyaan                              | Hindi                    |                                    |
| 2009 | The Millionaire (Slumdog Millionaire)       | Inglese                  | Ha vinto l'Oscar al miglior sonoro |
| 2009 | Kerala Varma Pazhassi Raja                  | Malayalam                |                                    |
| 2010 | Enthiran                                    | Tamil                    |                                    |
| 2011 | Ra.One                                      | Hindi                    |                                    |
| 2011 | Adaminte Makan Abu                          | Malayalam                |                                    |
| 2012 | Nanban                                      | Tamil                    |                                    |
| 2012 | The Best Exotic Marigold Hotel              | Inglese                  |                                    |
| 2012 | English Vinglish                            | Hindi                    |                                    |
| 2013 | Kunjananthante Kada                         | Malayalam                |                                    |
| 2014 | Kochadaiiyaan                               | Tamil                    |                                    |
| 2014 | Ankhon Dekhi                                | Hindi                    |                                    |
| 2014 | Highway                                     | Hindi                    |                                    |
| 2014 | Yaan                                        | Tamil                    |                                    |
| 2015 | Unfreedom                                   | Hindi e Inglese          |                                    |
| 2015 | Pathemari                                   | Malayalam                |                                    |
| 2016 | Remo                                        | Tamil                    |                                    |
| 2016 | Niruttara                                   | Kannada                  |                                    |
| 2017 | Kaabil                                      | Hindi                    |                                    |
| 2017 | Oru Kadhai Sollatuma The Sound Story        | Tamil, Malayalam e Hindi |                                    |
| 2018 | Kammara Sambhavam                           | Malayalam                |                                    |
| 2018 | 2.0                                         | Tamil                    |                                    |
| 2018 | Sangamithra                                 | Tamil                    |                                    |
| 2019 | Kolaambi                                    | Malayalam                |                                    |
| 2020 | Trance                                      | Malayalam                |                                    |
| 2020 | Aadujeevitham                               | Malayalam                |                                    |

## Riconoscimenti
- 2019 :Golden Jury Film Award the best sound designing for Sax by Julius
- 2016 :Golden Reel award the best sound for documentary India%27s Daughter|India's Daughter
- 2012 : Zee Cine Awards|Zee Cine Award for Best Sound Design per il suo lavoro in Ra.One.
- 57th 2010 : National Film Award for Best Audiography per il suo lavoro in Pazhassi Raja (2009 film)|Pazhassi Raja[9]
- 2010 : Dottorato Ad Honorem (D.Litt.) dalla Sree Sankaracharya University of Sanskrit[10]
- 2010 : Padma Shri dal Governo indiano[11]
- 2009 : Asianet Film Awards – Asianet Film Awards#Special Honour Jury Award|Special Honour Jury Award[12]
- 2009 : Chakkulathamma Swaravarsha Award[13]
- 2009 : Bahadoor Award[14]
- 2009 : Oscar al miglior sonoro insieme a Ian Tapp e Richard Pryke per il suo lavoro in Slumdog Millionaire.[15]
- 2009 : British Academy Film Awards per Best Sound along with Glenn Freemantle, Richard Pryke, Tom Sayers and Ian Tapp per il suo lavoro in Slumdog Millionaire.[16]
- 2005 : Zee Cine Awards|Zee Cine Award for Best Audiography per il suo lavoro in Musafir (2004 film)|Musafir.[2]